# Romano Voltolina
Romano Voltolina (né le 4 novembre 1937 à Chioggia en Vénétie et mort le 5 octobre 2023 à Parme) est un joueur de football italien, qui évolue au poste d'ailier.

## Biographie
Formé par la Juventus, il y fait ses débuts chez les professionnels lors de la saison de 1956-1957 de Serie A lors d'un match contre Triestina (défaite 3-0 le 20 janvier 1957). La saison suivante, il est prêté à Parme avant de retourner à la fin du championnat dans le club de Turin, disputant deux rencontres de Coppa Italia.
Il tente ensuite une nouvelle expérience, avec Sienne, avant de retourner à la Juve à la fin de la saison. En 1959, il fait sa seconde et dernière apparition en championnat sous les couleurs bianconere de la Juventus lors d'un match contre Bologne (défaite 3-2 le 15 novembre 1959).
À la fin de la saison, il laisse l'équipe piémontaise et signe à Cesena, puis à Biellese et à Massese.
Il termine sa carrière avec des clubs du sud, la Juve Siderno et la Massiminiana.